# Prunus pseudocerasus
Espèce
Classification phylogénétique
Prunus pseudocerasus est une espèce de plantes à fleurs de la famille des Rosaceae.
C'est un arbuste ornemental qui croît en Asie, notamment en Chine, à l'état sauvage. Il est  cultivé dans d'autres régions du monde.
On peut le qualifier de cerisier. Ses fruits sont comestibles mais acides.